# Скерберсдорф
Скеберсдорф или Ска́рбишецы (нем. Skerbersdorf; в.-луж. Skarbišecy) — деревня в Верхней Лужице, Германия. Входит в состав коммуны Краушвиц района Гёрлиц в земле Саксония. Подчиняется административному округу Дрезден.

## География
Находится на левом берегу реки Ныса-Лужицка, являющейся на этом участке государственной границей между Германией и Польшей.
Соседние населённые пункты: на северо-западе — деревня Загор и юго-востоке — деревня Пехч.

## История
Впервые упоминается в 1366 году под наименованием Skerbesdorff. В средние века входила в Мужаковское княжество. Во время нацистского режима называлась как Шёнлинден (Schönlinden , 1936—1947). С 1994 года входит в состав современной коммуны Краушвиц.
В настоящее время деревня входит в состав культурно-территориальной автономии «Лужицкая поселенческая область», на территории которой действуют законодательные акты земель Саксонии и Бранденбурга, содействующие сохранению лужицких языков и культуры лужичан.
Исторические немецкие наименования
- Skerbesdorff, 1366
- Skerwirsdorf, 1457
- Sgerbißdorff, 1463
- Skerberstorff, 1552
- Sckerbersdorf, Skerbersdorf, 1791
- Schönlinden (1936—1947)

## Население
Официальным языком в населённом пункте, помимо немецкого, является также верхнелужицкий язык.
Согласно статистическому сочинению «Dodawki k statisticy a etnografiji łužickich Serbow» Арношта Муки в 1884 году в деревне проживало 236 человек (из них — 209 серболужичанина (86 %).
Лужицкий демограф Арношт Черник в своём сочинении «Die Entwicklung der sorbischen Bevölkerung» указывает, что в 1956 году при общей численности в 525 человек серболужицкое население деревни составляло 19,2 % (из них верхнелужицким языком активно владело 71 человек, 15 — пассивно и 15 несовершеннолетних владело языком).
| 1825 | 1871 | 1885 | 1905 | 1925 | 1939 | 1946 | 1950 | 1964 | 1990 | 2011 |
| ---- | ---- | ---- | ---- | ---- | ---- | ---- | ---- | ---- | ---- | ---- |
| 200  | 271  | 310  | 310  | 352  | 366  | 481  | 535  | 451  | 300  | 259  |